# Bignicourt-sur-Saulx
Bignicourt-sur-Saulx – miejscowość i gmina we Francji, w regionie Grand Est, w departamencie Marna.
Według danych na rok 1990 gminę zamieszkiwały 193 osoby, a gęstość zaludnienia wynosiła 18 osób/km².